# Veduta

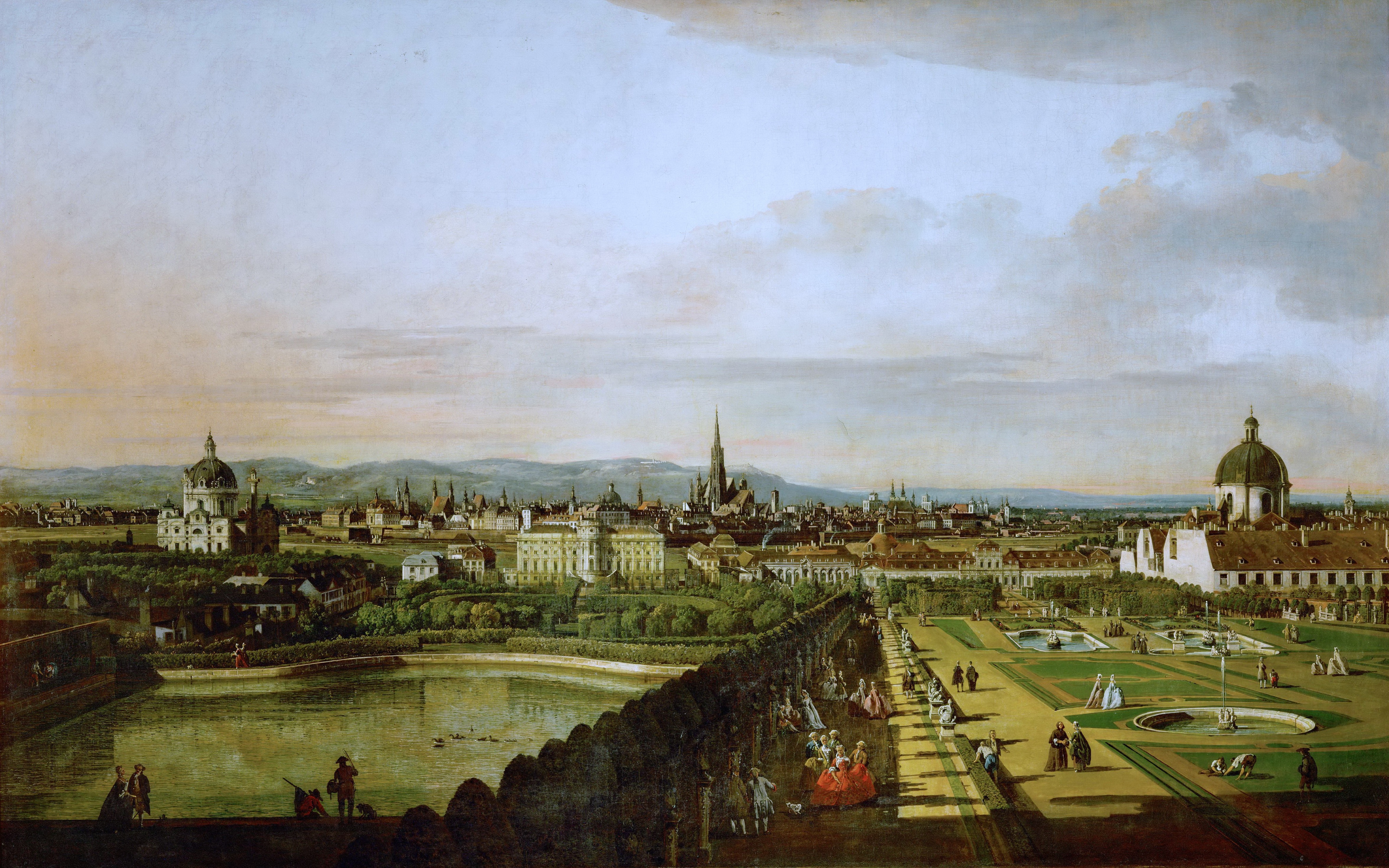
Bellotto, Veduta di Vienna dal Belvedere, 1759-60

A veduta (olaszul látvány, látkép) részletes, tényszerű, realista festmény, rajz vagy metszet, amely egy várost, vagy egyéb helységet ábrázol. Az első vedutát valószínűleg Itáliában alkotó észak-európai művészek készítették, mint például Paul Brill (1554 – 1626), aki olyan flandriai utcai tájképfestő volt, aki tengeri tájképeket és római utcajeleneteket festett a korabeli turisták keresletére számítva. A legfontosabb a felismerhetőség volt; az összes további szempont (fény-árnyék, színek, satöbbi) csak ezután következett. Az aránybeli eltérésektől és kisebb részletektől eltekintve ezek a festmények, rézkarcok alapvetően pontosak. A művészettörténet kiemelkedő jelentőségűnek tekinti Giovanni Battista Piranesi Rómáról és a korabeli jelentős itáliai épületekről készített vedutáit.

## Története
A vedutakészítés a tájképfestészet körébe tartozik. Kezdetei a 15. századra tehetők, amikor zarándokok és turisták úti beszámolóit díszítő fametszetek ábrázolták a várost, ahol az utazó járt. Ezek azért tekinthetők határeseteknek, mert céljuk inkább a dokumentáció, mint a művészi ábrázolás volt. Ilyenek Reuwich látképei Jeruzsálemről és Velencéről.
1500 körültől a velencei festők számos képükön foglalkoztak a város építészetével. Erre példa Gentile Bellini ciklusa a Scuola San Giovanni Evangelista számára (1495 körülről). Megtekinthető a Velencei Akadémián. Bellinitől a Körmenet a Szent Márk téren (1495) vagy Vittore Carpacciotól A szent kereszt relikviájának csodája (1494) legalábbis a vedutafestészet előfutárainak tekinthetők.
Az efféle városképek célja az volt, hogy megörökítse a történelmi vagy vallási szempontból fontos emlékműveket, illetve a nagyobb ünnepségeket. 
A barokk kortól a rézmetszés a műfaj további terjedését tette lehetővé.
A 17. században holland festők részletes és pontos látképei szolgálták a helyi felső középosztály büszkeségét. Ennek archetipikus példája Johannes Vermeertől Delft látképe. Lieven Cruyl (1640–1720) ghenti építész és vésnök római tartózkodása alatt hozzájárult a műfaj továbbfejlesztéséhez. Rajzai a város látképének topológiai aspektusát reprodukálják.
Ahogy a Rómába  tett látogatások útvonalak egységesültek, úgy a népszerűbb helyszíneken készített veduták egyre inkább az angol arisztokraták útjaira emlékező képekké váltak, melyeket szuvenírként vittek haza. A 18. században Velence vált a vedutisták fővárosává.  Luca Carlevarijs volt a pionír; a legnagyobb művelőivé a velencei  Canal és Guardi családok tagjai váltak. Többen más európai nagyvárosokba is ellátogattak, például  Canaletto Londonba, és unokaöccse,  Bernardo Bellotto Drezdába és Varsóba.
A 18. századi Itáliában további alműfajai is kialakultak. Elsőként Giovanni Paolo Pannini koncentrált romok festésére. A Rómában alkotó Gaspar van Wittel holland festő és mások veduta esatta-kat festettek, amelyek topográfiailag pontosan mutattak be egy várost vagy műemléket, emberek és állatok mellékszereplésével. Közéjük tartozott  Hendrik Frans van Lint, az egyik vezető vedutista a 18. század első felében. Jan Frans van Bloemen 1700 körül az elsők között távolodott el a hagyományos római helyszínektől; ezt Gaspard Dughet is képviselte.
A veduta további fejlődése során képzelt elemekkel gazdagodott; ez úgy vált ismertté, mint capricci és vedute ideate vagy veduta di fantasia. Ennek legfőbb képviselője Giambattista Piranesi. Topográfiai sorozata, a Vedute di Roma számos kiadást ért meg. Ezzel szemben Bernardo Bellotto a kortárs valóságot ábrázolta.
A 19. században csökkent az igény a topográfiailag pontos látképekre, és egyre inkább a személyes benyomás vált fontossá. Ezt veduták helyett panorámák is kielégíthették. Velencében emigráns művészek, mint Antonietta Brandeis; spanyol festők, mint Martín Rico y Ortega, Mariano Fortuny, Antonio Reyna Manescau és Rafael Senet; illetve a perui Federico del Campo ismert 19. századi vedutisták voltak, akik csak itáliai, különösen különböző szemszögű velencei látképeket festettek.
A piaci igény a brit turisták részéről akkora volt, hogy például Federico del Campo többször is megfestett egy nézetet. Ugyanez elmondható Reyna Manescauról is, aki többször is lefestette ugyanazt a képet kisebb változtatásokkal.

## Kompozíció
A látkép többnyire egy folyóra, egy csatornára, egy térre vagy egy utcára való kilátással készül, melyek a tekintetet lineáris perspektívával a mélybe vezetik. Megkülönböztethető a várostájképtől, amelyek témája a város és a természet találkozása.
Gyakran kulissza- vagy prospektusszerűek. Egyrészt dokumentálják a város legvonzóbb és leglátványosabb elemeit, épületek egy csoportját, satöbbi, a látványosság értelmében. Azonban a kép önállóan értelmezhető festményként, műalkotásként, vagy dokumentumként is.

## Képviselői
Az újkori veduta atyja  (Andrzej Rottermund 2005) a holland-olasz Gaspar van Wittel (Vanvitelli), aki még Hollandiában tanulta a festészetet, de életének nagy részét Rómában töltötte, ahol tapasztalatait megosztotta olasz festőkkel. Bevezette a  camera obscura, mint munkaeszköz használatát az itáliai vedutafestészetbe.
A leghíresebb vedutafestők (vedutisti) közé öt velencei művész tartozik: id. Canaletto, eredeti nevén Giovanni Antonio Canal (1697 – 1768), unokaöccse, Bernardo Bellotto, az ifj. Canaletto (1720 – 1780), valamint a Guardi család három tagja, Giacomo (1678 – 1716), Giannantonio (1699 – 1760) és Francesco (1712 – 1793). A 19. században a legjelentősebb vedutisták egyike a skót  David Roberts. Németországban a 19. században Eduard Gaertner ismert nagyvárosi vedutáiról.
A veduta egy másik formája a capriccio, melyben felismerhetőek ugyan a képelemek, de építészetileg átrendezett formában, különös kombinációkban jelennek meg. A veduta a fényképezést megelőző négy látványélmény egyike.

## Külső hivatkozások
- Tanulmány város-negyed ábrázolásokról

## Fordítás
Ez a szócikk részben vagy egészben  a   Veduta című angol Wikipédia-szócikk fordításán alapul.  Az eredeti cikk szerkesztőit annak laptörténete sorolja fel. Ez a jelzés csupán a megfogalmazás eredetét és a szerzői jogokat jelzi, nem szolgál a cikkben szereplő információk forrásmegjelöléseként.
Ez a szócikk részben vagy egészben  a   Vedute című német Wikipédia-szócikk fordításán alapul.  Az eredeti cikk szerkesztőit annak laptörténete sorolja fel. Ez a jelzés csupán a megfogalmazás eredetét és a szerzői jogokat jelzi, nem szolgál a cikkben szereplő információk forrásmegjelöléseként.